# Nashville (Arkansas)
Nashville is een stad in de staat Arkansas, in de Verenigde Staten, en valt bestuurlijk gezien onder Howard County.

## Demografie
Bij de volkstelling in 2000 werd het aantal inwoners vastgesteld op 4878.
In 2006 is het aantal inwoners door het United States Census Bureau geschat op 4862, een daling van 16 (-0.3%).

## Geografie
Volgens het United States Census Bureau beslaat de plaats een oppervlakte van
11,9 km², waarvan 11,8 km² land en 0,1 km² water.

## Plaatsen in de nabije omgeving
De onderstaande figuur toont nabijgelegen plaatsen in een straal van 24 km rond Nashville.